# Emilie Jaequemyns

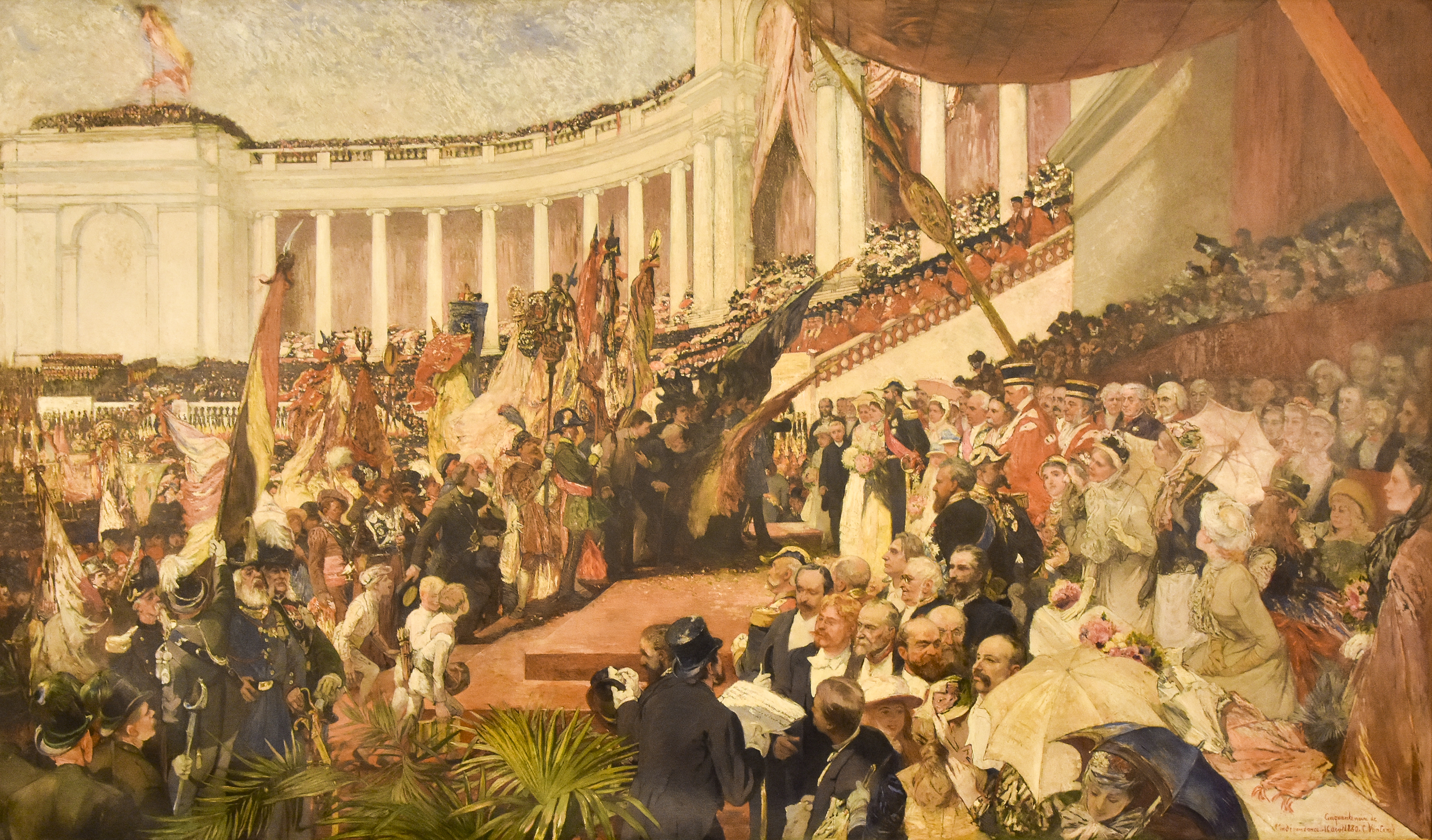
Emilie Jaequemyns stond op de gastenlijst van het feest van de 50e verjaardag van de Belgische onafhankelijkheid op 16 augustus 1880

Emilie Jaequemyns, ook Emilie Rolin-Jacquemijns, (Gent, 13 februari 1842 – Brussel, 9 maart 1906) was een Belgische prentkunstenares, bekend om haar gedetailleerde etsen en pentekeningen van natuurlandschappen. Ze was de dochter van Edouard Jaequemyns, een arts en liberaal politicus, en van Marie Rosalie van Zantvoorde, een kleindochter van Abraham Voortman. De  moeder van Emilie stierf enkele dagen na haar geboorte. In 1859 trouwde ze met Gustave Rolin, een jurist en diplomaat, die na hun huwelijk de naam Rolin-Jaequemyns aannam. Het echtpaar kreeg vijf kinderen, waaronder Edouard Rolin-Jacquemyns, die later een prominente jurist en politicus werd.
In de 19e eeuw was het voor gehuwde vrouwen in Gent ongebruikelijk om actief deel te nemen aan de kunstwereld. Desondanks slaagde Emilie Jaequemyns erin een artistieke carrière op te bouwen. Tussen 1880 en 1914 werden haar werken in Gent tentoongesteld, en ze nam deel aan verschillende exposities. Haar pentekeningen, voornamelijk van Kempense landschappen, zijn realistisch van stijl. Na 150 jaar worden deze werken als romantisch ervaren, aangezien de afgebeelde landschappen zijn verdwenen. Jaequemyns legde het landschap vast met elementen zoals windmolens, boerderijen of kerktorens op de achtergrond, en soms kleine menselijke figuren. Het landschap, met bomen en rivieren, bleef echter altijd het dominante thema in haar werk.
Vanaf het eind van de 19e eeuw waren het ook aquarellen in Siam (Thailand) waar ze toen verbleef door de functie van haar man.

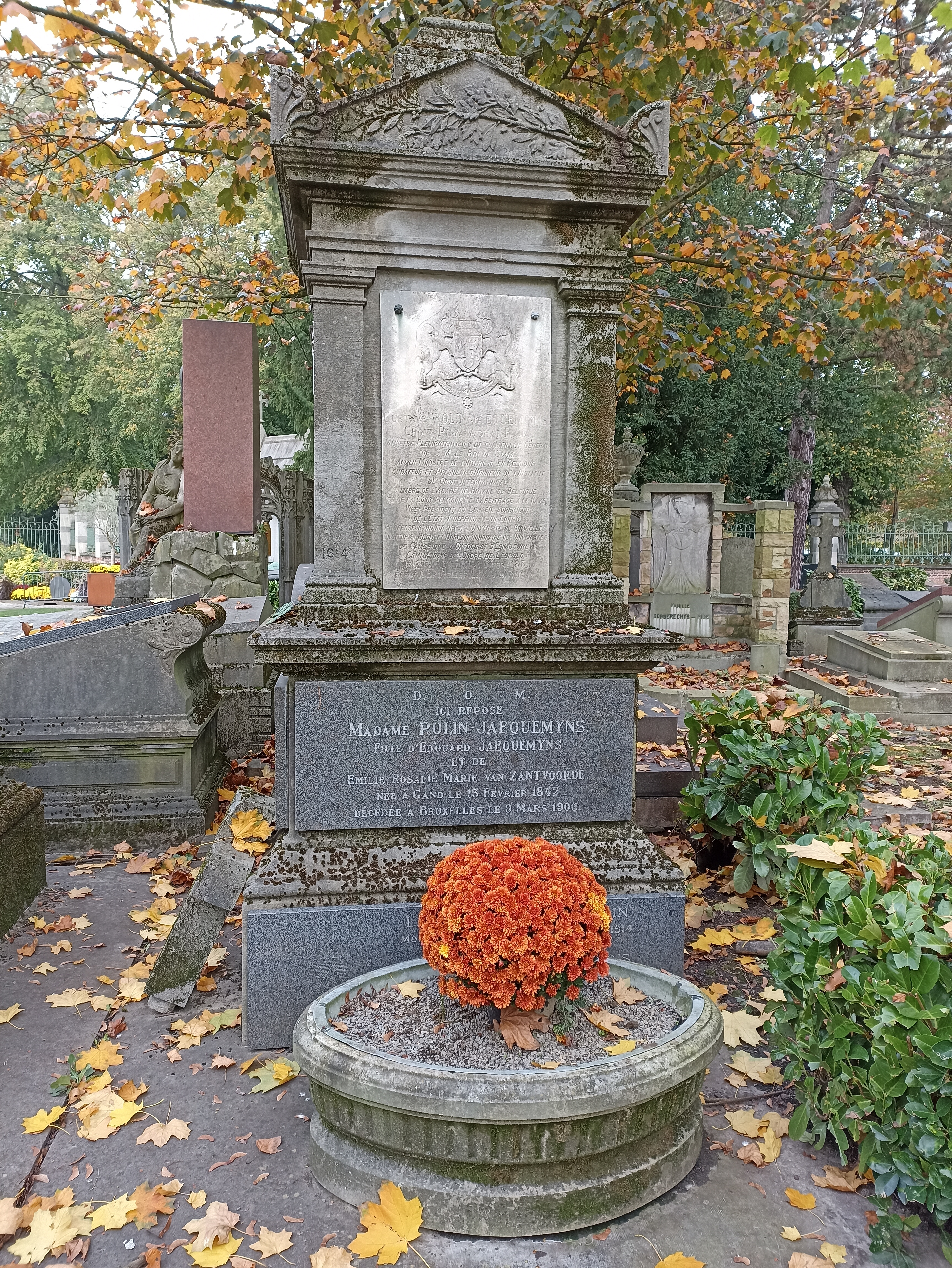
Graf van Emilie Jaequemyns te Laken

## Musea
Haar prenten, waaronder "Veenlandschap met twee vogels bij Minderhout", zijn opgenomen in de collectie van het Rijksmuseum in Amsterdam. Daarnaast heeft ze ook nog acht tekeningen in het British Museum in Londen. Verder heeft het museum van Hoogstraten enkele werken die relevant zijn voor de 19e-eeuwse beeldvorming van de Kempen. In 2024 werden enkele tentoonstellingen gehouden die haar werk weer in het spotlicht zette.

## Graf
Emilie Jaequemyns overleed in 1906 en werd begraven naast haar echtgenoot op het kerkhof van Laken. Haar werk blijft een voorbeeld van de bijdragen van vrouwelijke kunstenaars in een tijdperk waarin hun deelname aan de kunstwereld beperkt was.